# Tuco-tuco
Els tuco-tucos (Ctenomys) són un gènere de rosegadors caviomorfs endèmics de Sud-amèrica. Es tracta de l'únic grup de ctenòmids vivents avui en dia. El gènere inclou més de seixanta espècies diferents. Són animals diürns que alternen períodes d'activitat i períodes de repòs durant el dia. Tenen una dieta bastant variada. Algunes espècies estan amenaçades, en part perquè són considerades plagues agrícoles.